# Feuln
Feuln (oberfränkisch: Falln) ist ein Gemeindeteil der Gemeinde Trebgast im Landkreis Kulmbach (Oberfranken, Bayern). Feuln liegt in der Gemarkung Trebgast.

## Geographie
Das Dorf liegt am rechten Ufer des Weißen Mains. Im Ort ist ein Laubbaum als Naturdenkmal ausgezeichnet. Im Norden beim Kienberg gibt es ein Naturschutzgebiet. Eine Gemeindeverbindungsstraße führt nach Hegnabrunn zur Kreisstraße KU 21 (1,4 km nordöstlich) bzw. zur Staatsstraße 2182 bei Trebgast (0,6 km südlich), eine weitere führt nach Waizendorf zur St 2182 (0,6 km westlich).

## Geschichte
Der Ort wurde 1310 als „Fewln“ erstmals urkundlich erwähnt. Der Ortsname leitet sich vom slawischen Wort „býl“ ab, das Kraut bedeutet.
Gegen Ende des 18. Jahrhunderts bestand Feuln aus 16 Anwesen. Das Hochgericht übte das bayreuthische Stadtvogteiamt Kulmbach aus. Dieses hatte auch die Dorf- und Gemeindeherrschaft. Grundherren waren das Kastenamt Kulmbach (1 Tropfhäuslein), der Markgräfliche Lehenhof Bayreuth (4 Höfe, 2 Söldengütlein), das Stiftskastenamt Himmelkron (2 Höfe, 1 Dreiviertelhof, 1 Viertelhof, 2 Sölden), das Rittergut Feuln (1 Hof, 1 Gut) und die Kaplanei Berneck (1 Hof).
Von 1797 bis 1810 unterstand der Ort dem Justiz- und Kammeramt Kulmbach. Mit dem Gemeindeedikt wurde Feuln dem 1811 gebildeten Steuerdistrikt Trebgast und der 1812 gebildeten gleichnamigen Ruralgemeinde zugewiesen.

### Baudenkmäler
In der Bayerischen Denkmalliste sind fünf Baudenkmäler aufgeführt:
- Haus Nr. 2, 3, 14: Wohnstallhäuser
- Haus Nr. 11: Kastenbau
- Brücke über den Weißen Main

abgegangene Baudenkmäler
- Haus Nr. 10: Bauernhof. Eingeschossiges Wohnhaus, wohl 17. Jahrhundert; mit rundbogigem gefastem Eingang; südlicher Anbau Anfang des 19. Jahrhunderts. – Zweigeschossiger Speicherbau mit Obergeschossfachwerk, Türsturz bezeichnet „1793“. Der anschließende Stallbau mit Holzgalerie auf gefelderten Sandsteinpfeilern, Ende des 18. Jahrhunderts. – Scheune, gestreckte Anlage, 16./17. Jahrhundert, Zwischenboden auf Stützen mit Verstrebung; ein ausgeschnittener Balken war mit „1593“ bezeichnet. – Die Gebäude in schlechtem Zustand.[10]
- Haus Nr. 13: Eingeschossiger Wohn- und Stallbau, Haustein; Ende des 18. Jahrhunderts. Riegelfachwerk am Südgiebel und an dem, über zwei Sandsteinsäulen vorgebauten westlichen Zwerchhaus.[10]

### Einwohnerentwicklung
| Jahr      | 001809 | 001818 | 001861 | 001871 | 001885 | 001900 | 001925 | 001950 | 001961 | 001970 | 001987 |
| Einwohner | 103    | 106    | 129    | 134    | 136    | 128    | 142    | 196    | 152    | 124    | 121    |
| Häuser    |        | 16     |        |        | 20     | 19     | 22     | 25     | 28     |        | 29     |
| Quelle    | [ 12 ] | [ 8 ]  | [ 13 ] | [ 14 ] | [ 15 ] | [ 16 ] | [ 17 ] | [ 18 ] | [ 19 ] | [ 20 ] | [ 1 ]  |

## Religion
Feuln ist seit der Reformation evangelisch-lutherisch geprägt und nach St. Johannes (Trebgast) gepfarrt.